# Learned Hand
Billings Learned Hand (Albany, 27 de enero de 1872 - Nueva York, 18 de agosto de 1961) fue un abogado, juez y filósofo judicial estadounidense. 
Se desempeñó como juez federal de primera instancia en el Tribunal de Distrito de los Estados Unidos para el Distrito Sur de Nueva York de 1909 a 1924 y como juez federal de apelaciones en el Tribunal de Apelaciones de los Estados Unidos para el Segundo Circuito de 1924 a 1951.

## Biografía
Hijo de Lydia Coit y del juez Samuel Hand. Nació en una familia activa del Partido Demócrata, con ascendencia inglesa, rica y dedicada a la abogacía. Su primo fue el juez Augustus Noble Hand. En 1886 fallece de su padre Samuel Hand y Learned se convierte entonces en el único heredero varón de la familia. Learned Hand fue miembro de la Sociedad Phi Beta Kappa. Estudió en la Harvard College, se grado con honores en la Escuela de Derecho Harvard. 
Después de una carrera relativamente mediocre como abogado en Albany, a los 37 años fue nombrado juez de distrito federal de Manhattan en 1909. Se postuló sin éxito como candidato del Partido Progresista a juez principal del Tribunal de Apelaciones de Nueva York en 1913, pero se retiró de la política activa poco después. 
En 1924, el presidente Calvin Coolidge elevó a Hand al Tribunal de Apelaciones del Segundo Circuito, que pasó a presidir como juez superior de circuito (luego rebautizado como juez principal) desde 1939 hasta su semijubilación en 1951.
Los académicos han reconocido el Segundo Circuito bajo control como uno de los mejores tribunales de apelaciones en la historia de Estados Unidos. Amigos y admiradores a menudo presionaron para que Hand ascendiera a la Corte Suprema, pero las circunstancias y su pasado político conspiraron en contra de su nombramiento.
Fue miembro de la Academia Estadounidense de las Artes y las Ciencias.

## Vida privada
Contrajo matrimonio con Frances Amelia Fincke, fueron padres de Constance Hood Fincke. 
Su nieto fue el actor y productor Richard Jordan.

## Biografía
- 1993, Pensamientos vivos de economistas muertos de Todd Buchholz. Capítulo 8. (ISBN 80-85605-50-3)
- 1994, Learned Hand. El hombre y el juez de Gerald Gunther (ISBN 9780195377774)

- Datos: Q493155
- Multimedia: Learned Hand / Q493155